# Morini (stam)

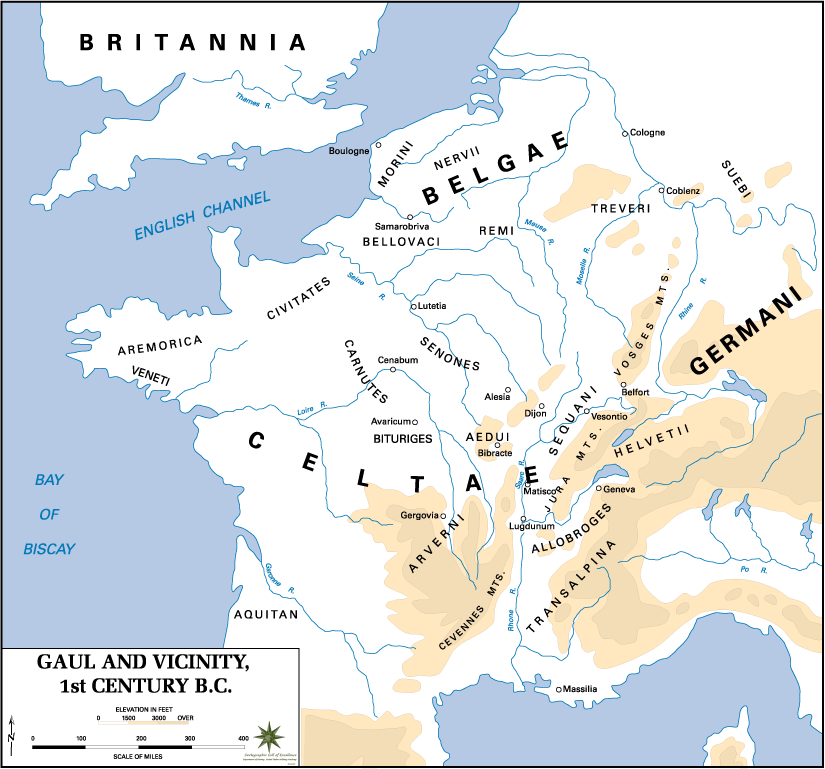
Leefgebied van Morini.

Morini (Ndl.: Morinen, ook wel Moriniërs) is de naam voor een Belgische bevolkingsgroep die ten tijde van Julius Caesar woonde in de kuststrook van Noord-Frankrijk en België. Onder keizer Augustus gaven zij hun naam aan een van de civitates van Gallia Belgica. Van oorsprong is hun naam Keltisch en verwijst hij naar de zee (Keltisch mori, vgl. Aremorici, "de vóór de zee wonenden").
De Ambiani en Bellovaci waren hun zuiderburen, de Atrebaten zijn te situeren in het zuidoosten, tussen de Morini en de Nerviërs. De Menapiërs waren hun oosterburen. Bij Vergilius, daarin nagevolgd door Plinius e.a., staan de Morini symbool voor het einde van de bewoonde wereld. De latere civitas Morinorum had als hoofdplaats Tarvenna (Terwaan). De grenzen ervan bleven waarschijnlijk bewaard in die van het middeleeuwse bisdom Terwaan (episcopatus Morinorum).

## Ten tijde van de Gallische verovering

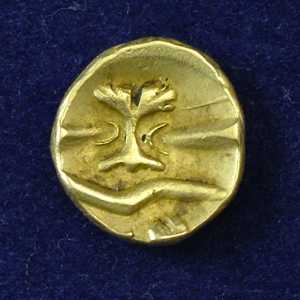
Keltische 1/4 gouden stater, eenzijdig geslagen, toegeschreven aan de Morini

Volgens Caesar behoorden de Morini tot de grotere stammen: zij konden 25.000 gewapende mannen op de been brengen. Dat aantal is waarschijnlijk sterk overdreven, aangezien de totale bevolking op hooguit 80.000 inwoners geschat kan worden.
Caesar noemt hen in zijn Commentarii de bello Gallico vaak in één adem met de Menapiërs, die ten noordoosten van hen woonden. Tacitus doet dat ook.
Caesar was zeer geïnteresseerd in dat deel van het grondgebied van de Morini, vanwaaruit de overtocht naar Brittannië het kortst was, dat wil zeggen de omgeving van Cap Gris-Nez. Zij beschikten daar over verschillende havens, waarvan Portus Itius er één was. De meer noordelijke bewoners wilde hij vooral angst aanjagen, zodat ze hem niet zouden aanvallen. In 56 v.Chr., toen Caesar zijn eerste oversteek plande, waren de Morinen en de Menapiërs volgens hem de enigen die zich nog niet hadden onderworpen of gezanten hadden gestuurd om vrede te vragen. Het gebied waar de Morini en vooral de Menapiërs woonden, boomrijk en moerassig, leende zich uitstekend voor guerrilla. Na enkele confrontaties besliste Caesar te overwinteren in het latere Normandië. De gevaren wogen niet op tegen de baten van een definitieve onderwerping van die economisch minder interessante gedeelten.
In 55 v.Chr. ondernam Caesar zijn eerste invasie van Britannia nadat gezanten van de Morinen gijzelaars hadden aangeboden om de vrede te garanderen. Rufus bleef achter om de vertrekhaven te beschermen, terwijl Sabinus en Cotta optrokken naar de deelstammen die geen gezanten hadden gestuurd. Bij de terugkeer van de vloot in september werd de bemanning van twee afgedreven schepen aangevallen door Morinen. Ze stelden zich te weer tot ze werden ontzet door de cavalerie, die vervolgens ongeveer 6000 Morinen versloeg en op de vlucht joeg. Daarna verstevigde een strafexpeditie onder Labienus de Romeinse greep op het gebied. Bijna allen zouden ze in zijn handen zijn gevallen. In 54 v.Chr. ondernam Caesar een tweede, grotere expeditie naar Britannia. Dat jaar liet hij één legioen, o.l.v. zijn legaat Caius Fabius, bij de Morinen overwinteren.
In 53 v.Chr. kwamen de Morinen, zeer waarschijnlijk samen met de Menapiërs, onder het rechtstreeks gezag van de Atrebaat Commius. Tijdens de grote Gallische opstand o.l.v. Vercingetorix leverden de Morini een contingent van 5000 (7000?) man voor het Gallische ontzettingsleger dat Alesia moest bevrijden. Het is opvallend dat de Menapiërs niet zijn genoemd in die context, hoewel Commius een belangrijke rol speelde bij de ontzettingspoging van Alesia.
Caesar geeft enkele interessante details. De stam telde een aantal pagi, die, op het eerste gezicht althans, tamelijk autonoom konden beslissen. De Morini zochten bescherming tegen het Romeins leger in de moeren (een even eenvoudige als logische verdediging die ook andere stammen kenden). In 56 v.Chr., toen het najaar zeer regenachtig was, lukte die tactiek. Het jaar daarop, toen het droger was, niet. De Morini zouden samen met de andere kustvolkeren (Lexovii, Namnetes, Ambiliati, Diablintes en Menapii) en stammen uit Brittannië hebben deelgenomen aan de opstand van de Veneti. Dat wijst erop dat zij betrokken waren in het transport van en naar Zuid-Engeland, transport dat Caesar volledig wilde controleren.

## Moderne Morini
Men neemt aan dat het oorspronkelijke grondgebied van de Morini ruwweg overeenkwam met het vroegere bisdom Terwaan. Het lag dus tussen de IJzer in West-Vlaanderen en de Kwinte (Canche) in Frankrijk, wat de huidige Westhoek en een deel van Pas-de-Calais omvat. Het West-Vlaams dialect onderscheidt zich sterk van de andere Nederlandse dialecten en vertoont eigenaardigheden die ook in het Engels voorkomen, zoals het gebruik van het hulpwerkwoord komen in plaats van worden. Dergelijke taalelementen kunnen zowel Ingveoons als Keltisch zijn.

## Voetnoten
1. ↑  Vergilius, Aeneis, VIII 727: extremique hominum Morini, Rhenusque bicornis (de Morini, laatsten der mensen, en de gegaffelde Rijn); Plinius Maior, Naturalis Historia, XIX 8: ultimique hominum existimati Morini (de Morini, beschouwd als de laatsten der mensen)
2. ↑  Caes., D.B.G., II 4.9
3. ↑  Caes., D.B.G., IV 21.3. Daarvoor kende hij alleen de overtocht van bij de Veneti
4. ↑  Caes., D.B.G., V 2.3; Strabo, Geographia IV 5.2. Portus Itius is vereenzelvigd met Boulogne, vanwaaruit de oversteek het gemakkelijkst was, maar ook wel met de baai van Wissant, die ruimte had voor een grote vloot en dichter bij Brittannia lag.
5. ↑  Caes., D.B.G., IV 22
6. ↑  Caes., D.B.G., IV 38.1-2
7. ↑  Caes., D.B.G., V 24.2
8. ↑  Caes., D.B.G., VI 8.4 en VII 76.2
9. ↑  Caes., D.B.G., VII 75.3
10. ↑  Caes., D.B.G., IV 22.1, 5. Op het eerste gezicht, want Caesar blijkt hier een beetje voorbarig aan te nemen dat de Morini zich aan hem onderwierpen, uitgezonderd enkele pagi. Uit de slotparagraaf van boek IV blijkt dat dat een illusie was.
11. ↑  Caes., D.B.G., III 28-29; IV 38. In boek III heeft Caesar het over "ononderbroken bossen en moeren". Uit boek IV leren we dat de Morini zich in de moeren hadden teruggetrokken en dat de bossen het toevluchtsoord waren van de Menapiërs (IV 38.2-3)
12. ↑  Caes., D.B.G., III 9.10